# Ivar Nyström
Ivar Fredrik Nyström, född 4 oktober 1878, i Söderköping, död 29 april 1957 i Johannes församling, Stockholm, var en svensk industriman
Föräldrar var lasarettsläkaren Nils Engelbrekt Nyström och Charlotta Christina Wilhelmina (Mimmi) Lind. Nyström var bror till poeten och läroverksadjunkten Bengt E. Nyström
Efter studentexamen i Norrköping 1896 och examen från Tekniska högskolan 1899, anställdes Nyström som ingenjör vid Fiskeby fabriks AB 1900, blev teknisk chef där 1902, överingenjör 1917 samt var disponent och VD 1923–1938. Efter fusion mellan Fiskeby och Munksjö AB i Jönköping 1931 var Nyström efter 1934 och fram till dess han avgick 1938 VD även för detta bolag. Nyström var 1908 en av de fem ingenjörer som tog initiativet till bildandet av Svenska Pappers- och Cellulosaingeniörsföreningen.
Nyström ingick 1923 äktenskap med Maria Cecilia (Sissi) Ericson (1894-1977)